# Аппалая
Аппалая (Appalaya) — царь народа Зари. Его имя известно из текстов, которые были обнаружены в акрополе Суза. Эти тексты относятся к первой четверти VI века до н. э.. Имя очень похоже на имя Аплая (Aplaya), внука Мардук-Апаль-Иддина II, царя Вавилона, который был депортирован из Элама по приказу Хумбан-Никаш II. Однако такое сходство может означать лишь арамейское или халдейское происхождение с юго-запада Хузестана.